# ربلدو

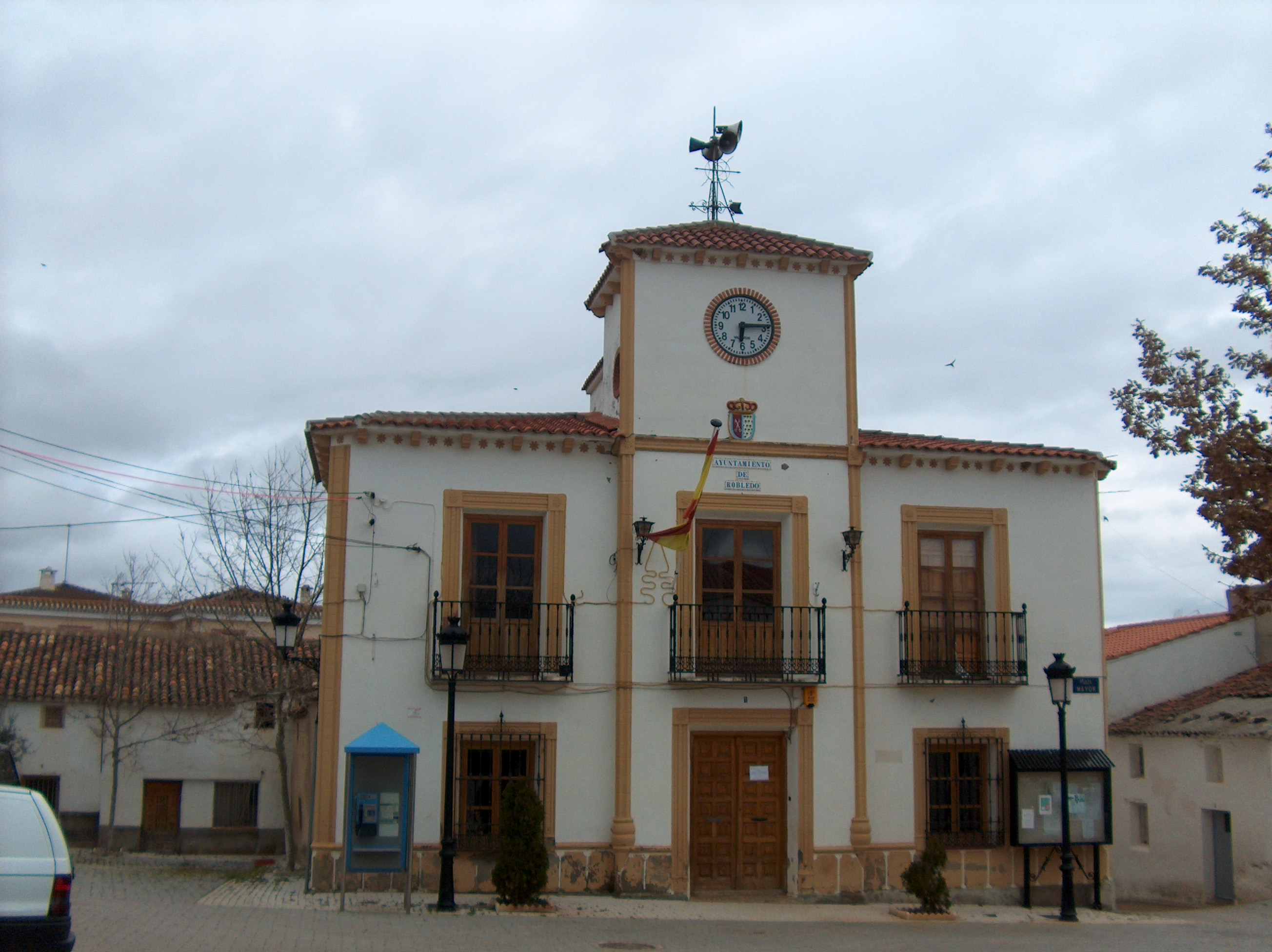
نمایی از ساختمان شورای دهستان ربلدو - ۲۰۰۶

ربلدو دهستانی در استان آلباستهٔ اسپانیا است.
در این دهستان ۴۵۹ نفر زندگی می‌کنند. مساحت این دهستان ۱۲۰٫۶۱ کیلومتر مربع است.